# Hortense Cornu
Albine-Hortense Lacroix (devenită prin căsătorie Cornu, n. 8 aprilie 1809, Paris, Franța – d. 16 mai 1875, Longpont⁠(d), Île-de-France, Franța) s-a născut într-o familie de servitori din personalul domestic al casei regelui Louis, fratele lui Napoleon I, devenit rege al Olandei (1806-1810), și al nevestei sale Hortense fiica din prima căsătorie a Josefinei de Beauharnais, soția împăratului Napoleon I. Mama viitoarei doamne Cornu a fost o camerista Desirée Favreux pe care regele Louis o impusese regalei sale soții, înlocuind pe o altă servitoare ce pierduse încrederea augustului sau stăpân. 
Desirée Favreux se căsătorise de curând cu un valet de origine basca, Lacroix, pe care reușise să-l angajeze în serviciul reginei. Drept recunoștință, fiica lor a primit numele stăpânei, Hortense, iar naș i-a fost al treilea fiu al suveranilor, Louis, viitorul Napoleon III, pe atunci în vârsta de numai un an. Așadar, împăratul de mai târziu era nașul și nu fratele de lapte al doamnei Cornu, cum s-a afirmat uneori în istoriografia româneasca.
În memoriile sale, Hortense Cornu vorbește prea puțin despre tatăl ei, om vanitos, brutal și infidel. Cea care i-a influențat decisiv educația și firea a fost mama sa. Femeie aproape incultă, dar orgolioasa și cu o ambiție aproape fără margini, își invidia aprig stăpânii la care slujea. Voia să demonstreze cu orice preț că adevăratele genii dorm în rândurile celor de jos și că o fată săracă putea fi superioara intelectual odraslelor regale, pentru care, de cele mai multe ori, viața nu era decât un joc. Pentru aceasta n-a precupețit nimic: la doi ani, mica Hortense avea un profesor de dans, iar la patru ani uimea pe toată lumea știind să citească și să recite fabule, fiind un "biet mic saltimbanc de spirit și știință", cum se descria singură mai târziu. Elementul esențial al educației sale fusese cravașa, ce pedepsea strașnic cea mai mica abatere și despre care ea însăși spunea ca i-a făcut mult bine, căci avea o fire extrem de turbulentă.
Regina Hortense a fost atrasă de fetița supradotată și i-a îngăduit, spre satisfacția mamei sale, să se joace cu copiii ei, moștenitorii tronului.
Despre Napoleon III avea să scrie în memoriile ei: "Louis, nașul meu, era un copil delicat, blând ca o oaie, tandru, generos, gata să dăruiască orice lucru, ceea ce făcea și cu mine, spiritual, plin de scrupule, spirit delicat de fetiță, dar o inteligență leneșă, pricepând cu greutate, ceea ce te făcea să-ți pierzi răbdarea cu el, cum mi se întâmpla și mie adesea.
Aparent, n-avea nici o umbră de mândrie; se arunca plin de efuziune în brațele primului venit, copleșindu-l cu mângâieri fără număr, ceea ce făcea să se spună despre el că are o inimă iubitoare. Dar asta nu însemna nimic; de îndată ce nu-l mai vedea pe respectivul, îl și uita..."
Simpatia micii Hortense se îndrepta spre fratele cel mare al lui Louis, "care era sincer și deschis, n-avea nimic comun cu Beauharnais, neamul cel mai prefăcut și mai viclean ce se poate întâlni... Când ne jucam de-a trăsura..., eu eram regina, el vizitiul, iar Louis servitorul. Vizitiul a murit în floarea vârstei, în exil [în 1831], înainte ca Italia să fie liberă, servitorul este împărat, iar regina o femeie bătrână și săracă, cu părul alb și viața mediocră".
De-ale genealogiei...
După prăbușirea imperiului napoleonian, în 1815, pentru regina Hortense, de mai multă vreme divorțată de soțul ei, a urmat o perioadă de exil în Italia și în sudul Germaniei, unde familia Lacroix a însoțit-o permanent. Copiii au crescut împreună, primind aceeași educație, până când, la Augsburg, viitorul Napoleon III a intrat la colegiul german, iar Hortense Lacroix la pension. În această vreme regina Hortense a vizitat de mai multe ori reședința de la Mannheim a marelui duce de Baden, a cărui soție, Stephanie, născută de Beauharnais, era verișoara ei. Tot la Augsburg, fiica marelui duce de Baden, Joséphine, a ajuns să fie colegă și prietenă la pension cu Hortense Lacroix, care era cu patru ani mai mare. Aceasta Joséphine von Baden s-a căsătorit în 1834 cu un principe german, Karl Anton von Hohenzollern-Sigmaringen și el pe jumătate francez, căci mama sa, Antoinette, născută Murat, era fiica fratelui celebrului mareșal napoleonian Joachim Murat, regele Neapolelui. Joséphine von Baden, descendentă a familiei Beauharnais, și Karl Anton von Hohenzollern-Sigmaringhen au fost părinții viitorului Carol I, primul rege al României.
Pe vreme când își făcea confesiuni în pensionul de la Augsburg, cele două fete, atât de deosebite prin naștere, nu bănuiau că peste decenii destinele lor se vor întâlni din nou.
În 1828, tânăra Hortense Lacroix a părăsit pensionul, iar regina Hortense i-a recunoscut calitățile intelectuale deosebite și i-a cerut să lucreze alături de ea la redactarea memoriilor sale ce o vor face cunoscută în istoriografia franceză. Era prima colaborare importantă a literatei de mai târziu. Până în 1835 a locuit la Roma, în palatul Ruspoli, proprietatea reginei. Aici Hortense Lacroix a făcut cunoștință cu un tânăr pictor, Sebastien Melchior Cornu, bursier protejat al unui judecător din Villefranche. Cei doi s-au căsătorit în scurt timp și s-au stabilit, după 1835, la Paris.
În capitala Franței, soții Cornu s-au dedicat preocupărilor artistice. Pictorul, academist rigid, avea puține comenzi, în pofida succeselor repetate de la Salon; tablourile sale erau considerate cam statice și fără culoare. Soția lui s-a manifestat ca o germanistă de talent, publicând traduceri sub pseudonimul Sebastien Albin: "Balade și cântece populare din Germania" (1841), "Corespondența lui Goethe cu Bettina von Arnim" (1843). Mai mult, comisia Enciclopediei Moderne i-a încredințat redactarea unui "Eseu asupra istoriei artelor în Italia", publicat în 1848, în volumul XVIII al prestigioasei colecții.
Această activitate intelectual-publicistică contribuie la menținerea legăturilor cu fosta ei colegă de pension, Joséphine, acum prințesă von Hohenzollern-Sigmaringhen. Șoții Cornu sunt oaspeții reședinței de la Umkirch, aparținând Stephaniei von Baden, lângă Freiburg. Vara, Joséphine își vizitează mama, împreună cu copiii, iar micul Carol a stârnit simpatia soților Cornu, pictorul executându-i, pe la 1843, un portret ce îl înfățișează cu un motan în brațe. Este primul portret al viitorului rege.
Libera, spre a spune adevărul. Dar Europa intră într-o epocă tumultuoasă. Tulburări revoluționare vesteau anul 1848 și în seria acestora s-a numărat și tentativa de lovitură de stat a lui Louis Napoleon din 1840. Eșuată lamentabil, ea a avut ca rezultat condamnarea inițiatorului la închisoare pe viață în fortăreața Ham. Aici, viitorul Napoléon III a petrecut șase ani, timp în care relațiile mult diminuate cu fina sa, Hortense, au fost intensificate. Soții Cornu au vizitat în repetate rânduri pe ilustrul prizonier, iar Hortense a devenit colaboratoarea lui la tratatul despre artilerie pe care viitorul împărat intenționa să-l publice.
La 25 mai 1846, întemnițatul a evadat, dar Hortense Cornu, se pare, a fost complet străină de această acțiune.
Revoluția de la 1848 și anii ce au urmat, perioada în care Louis Napoléon a trecut în prim-planul vieții politice franceze și europene, ca președinte al Republicii și apoi ca împărat, au însemnat o altă răcire a relațiilor dinte cei doi, căci Hortense Cornu era o republicană convinsă. Că așa era o dovedește și faptul că în 1858, soții Cornu au organizat o subscripție pentru familia Orsini, cel care încercase să-l asasineze pe Napoléon III. În acest atentat eșuat, cum rezulta dintr-o scrisoare pe care Hortense Cornu i-a trimis-o în 1867 lui Carol I, a fost implicat și Ion C. Brătianu, motiv pentru care liderul politic român nu putea fi agreat de împăratul francez ca șef de guvern în România.
Abia în 1860, când Napoléon III intenționa să scrie o biografie a lui Iulius Caesar și apelează la colaborarea doamnei Cornu pentru a lua legătura cu o serie de epigrafiști spre a-i strânge materialul documentar necesar, între naș și fină s-au reluat relațiile. Deocamdată în scris, fapt de care Hortense Cornu s-a folosit însă pentru a-și recomanda protejații, de pildă pe istoricul Ernest Renan. În martie 1862, soția contelui Walewsky ministrul de externe francez care sprijinise cauza românilor la Congresul de pace de la Paris, din 1856 a adus-o pe Hortense la Tuileries, pentru o întrevedere cu împăratul.
Acesta a fost începutul unei noi relații ce va dura până la prăbușirea celui de-al doilea imperiu, în 1870. O perioadă în care doamna Cornu, al cărei salon va fi frecventat de mai toate gloriile culturale ale timpului, a fost unul dintre consilierii intimi ai împăratului și împărătesei Eugenia. O funcție neremunerată, căci republicană doamna nu a acceptat nici un fel de răsplată bănească. Când într-o zi împăratul i-a oferit patru milioane de franci pentru a-și putea permite un salon literar, visul ei, Hortense Cornu și-a refuzat augustul naș, spunându-i: "Vreau să fiu liberă, pentru a-mi păstra dreptul, pe care doar eu îl am, de a vă spune adevărul!"
Și pentru soțul ei a refuzat oferte avantajoase; dacă trecerea drept adepta Imperiului, era o chestiune de aparențe și asta o făcea numai pentru a-și susține prietenii, republicanii liberi cugetători. Salonul ei era frecventat de o serie de personalități: istoricii Victor Duruy și Ernest Renan, scriitorii George Sand, Ponson du Terrail, Al. Dumas tatăl, Gustave Flaubert, publiciștii Gustave Planchet, redactor la celebra "Revue des Deux Mondes", sau A. Ubicini, susținător al luptei de emancipare națională a românilor.
Relațiile cu familia Hohenzollern-Sigmaringen au continuat să funcționeze, din moment ce în 1862 doamna Cornu o sfătuia pe prințesa Joséphine ca fiii ei să nu accepte tronul Greciei, rămas vacant prin alungarea regelui Otto. Dar și mai interesant ni se pare momentul 1863, când cel de-al doilea fiu al prinților de la Simarigen, Carol, a apelat la serviciile doamnei Cornu.
Săgeata lui Cupidon...La 11 noiembrie 1863, Napoleon III îi scria lui Karl Anton, tatăl: "Vă rog să invitați din partea noastră pe prințul Leopold și soția sa, cât și pe fratele său prințul Carol să vină câteva zile la Compiègne, între 24 noiembrie și 3 decembrie".
Invitația primită a fost supusă aprobării regelui Prusiei, Wilhelm I, care i-a răspuns lui Karol Anton: "Pentru fiul tău Carol nu există piedică pentru o scurtă vizită, pentru ceilalți se interzice de la sine". Refuzul a fost motivat diplomatic față de Napoleon III: starea de avansată graviditate a Antoinettei, soția lui Leopold (a și născut de altfel la 7 martie 1864).